# 小説吉田学校
『小説吉田学校』（しょうせつよしだがっこう）は、政治評論家の戸川猪佐武による日本の実録政治小説である。

## 概要
『小説吉田学校』は、占領下での吉田内閣から鈴木善幸内閣までの保守政党や保守本流などを中心に政界の権力闘争史を描いた長編小説。当初は雑誌連載され、後に単行判（第7部まで）が1971-80年に流動出版で、1981年に角川文庫で出され、第8部は書き下ろしで刊行完結した。2001年に学陽書房〈人物文庫〉全8巻で再刊されている。　
なお本作と、さらに掘り下げた『小説吉田茂』と『小説三木武吉』（いずれも角川書店のち文庫化）は、各「小説」と銘打ってはいるが、一部はノンフィクション作品に近い。戸川が「小説という形を取ってあえて評伝にしなかった」のは、「政治家というものは、そのパーソナリティ、キャラクターによって、行動様式が支配されている」ものであり、政治家の「人間を描くことによって、こういう人だから、こういう行動をとったということがはじめてわかるから」だという。なお続編的著作に『小説 永田町の争闘』（全3部、毎日新聞社のち角川文庫）と、『昭和の宰相』（全7部、講談社のち講談社文庫）がある。
第1部 「保守本流」
ワンマン宰相・吉田茂が、池田勇人や佐藤栄作ら「吉田学校」の門下生たちを率いて日本の講和独立を果たした後、鳩山一郎ら党人派との熾烈な権力闘争に挑む姿を中心に、第2次吉田内閣から鳩山内閣成立までを描く。
第2部 「党人山脈」
保守合同に命を賭ける鳩山派の謀将三木武吉、日米安保に執念を燃やす岸信介、そして河野一郎、大野伴睦ら党人政治家たちの姿を中心に、鳩山内閣から池田内閣までを描く。
第3部 「角福火山」
「ポスト佐藤」を巡る田中角栄と福田赳夫の暗闘角福戦争を中心に、佐藤内閣末期から田中内閣成立までを描く。
第4部 「金脈政変」
田中金脈問題を中心に「椎名裁定」で三木武夫内閣が誕生するまでを描く。
第5部 「保守新流」
ロッキード事件で前総理・田中が逮捕され「三木おろし」が激化した三木内閣末期を描く。
第6部 「田中軍団」
刑事被告人となった田中が初の総裁予備選で大平正芳内閣を樹立するまでを描く。
第7部 「四十日戦争」
衆議院選挙惨敗を巡る大角主流派と三福中非主流派の対立を中心に描く。
第8部 「保守回生」
現職総理・大平の急逝を受け、史上初の衆参同日選挙で自民党が圧勝するまでを描く。

## 映画
映画『小説吉田学校』は、フィルムリンク・インターナショナル製作、東宝配給で、1983年4月9日に公開された。
占領下を描いた前半はモノクロ、独立を達成した後半はカラーになっている。モノクロ部分の撮影にあたっては、『史上最大の作戦』の試写を行なって参考にしている。原作の第一部にあたり、前半は吉田茂、後半は三木武吉に焦点を当てている。（エピローグ的に池田勇人死去までを描いている。）
音楽を担当した川村栄二は、これが初めての映画劇伴であった。川村は、当初は主題歌のアレンジ直しとして参加したが、監督の森谷司郎がその仕上がりを気に入り、劇伴にも起用された。
原作者の戸川猪佐武が急死したのはこの映画の試写会の夜であった。

### スタッフ
- 製作：山本又一朗
- 製作：フィルムリンク・インターナショナル
- 製作補：橋本利明
- 原作・監修：戸川猪佐武
- 企画協力：角川春樹事務所
- 脚本：長坂秀佳、森谷司郎
- 音楽：川村栄二
- 主題歌：｢少年達よ｣堀内孝雄
- 撮影：木村大作
- 美術監督：村木与四郎
- 美術：育野重一
- 録音：吉田庄太郎
- 照明：熊谷秀夫
- 編集：池田美千子
- チーフ助監督：中田新一
- 製作担当者：桜井勉
- スチール：吉崎治
- 監督：森谷司郎

### キャスト
※人物紹介は『劇画　小説吉田学校』およびそれを改題した『歴史劇画　大宰相』の主な登場人物紹介による。
- 吉田茂 - 森繁久彌：第1次～第5次まで内閣を組閣し、日本の復興に尽力するがやがてワンマン体制への不満が噴出する。
- 鳩山一郎 - 芦田伸介：吉田のライバル。戦後日本自由党を結成するが後に公職追放となる。後に自由党内の反吉田勢力や改進党を糾合して日本民主党を結成し、後に首相・自民党初代総裁。
- 松野鶴平 - 小沢栄太郎：戦前は選挙の神様と言われ、戦後は吉田の参謀として政界を陰でリード。
- 星島二郎 - 伊豆肇：自由党内の反吉田派の重鎮で、広川らとともに山崎首班を画策する。
- 幣原喜重郎 - 三津田健
- 林譲治 - 土屋嘉男
- 河野一郎 - 梅宮辰夫：鳩山の側近で反吉田の急先鋒。
- 大野伴睦 - 田崎潤
- 広川弘禅 - 藤岡琢也：自由党党人派の重鎮。星島とともに山崎首班を画策するも後に撤回。その後吉田内閣で党幹事長・農相を歴任するが、野党が提出した吉田首相不信任案に欠席し、自由党を除名される。
- 佐藤栄作 - 竹脇無我：吉田学校の優等生で、通産相・蔵相などを歴任して首相に就任。
- 田中角栄 - 西郷輝彦
- 池田勇人 - 高橋悦史：佐藤とならぶ吉田学校の優等生で、1年生議員ながら蔵相に抜擢。
- 太田一郎 - 神山繁：外務事務次官（1949－51年に初代事務次官、外相兼務の吉田の命で講和条約に向け案を作成）[3]
- 岸信介 - 仲谷昇：東條内閣の商工大臣だったことなどから戦後はA級戦犯指定（不起訴）・公職追放を余儀なくされる。政界復帰当時は自由党に所属したが、鳩山の新党構想に乗る形で自由党を離党し、日本民主党幹事長。
- 益谷秀次 - 稲葉義男
- 増田甲子七 - 加藤和夫：吉田側近として党人派の広川と対立。
- 中井川隆一郎 - 鈴木瑞穂：架空の人物。モデルは山口喜久一郎とされる。広川・星島らの党人派に同調し、吉田を自由党総裁から降ろすことを画策する。
  - なお、山口喜久一郎のほか、白洲次郎も「黒須龍太郎」という架空の人物として登場している[4]。
- 中曽根康弘 - 勝野洋
- 三木武夫 - 峰岸徹：国民協同党・改進党で委員長を歴任。
- 麻生太賀吉 - 村井国夫
- 浅沼稲次郎 - 小池朝雄
- 石橋湛山 - 里木佐甫良
- 安藤正純 - 増田順司
- 宮澤喜一 - 角野卓造：池田の米国訪問に秘書官として同行。
- 石田博英 - 辻萬長：三木武夫の盟友で、倉石忠雄ら反吉田派と共に吉田の福永幹事長起用人事に強く反発。
- 須永一雄 - 石田純一：架空の人物（衆議院事務局勤務）。通訳としてGHQとの折衝に立ち会ったのが元で山崎首班騒動にかかわることとなる。
- 福田赳夫 - 橋爪功
- 西村栄一 - 小林稔侍：右派社会党議員。吉田の「バカヤロー」発言を引き出し、衆院解散のきっかけを作る。
- 大麻唯男 - 神田隆
- 一万田尚登 - 細川俊夫
- 斎藤隆夫 - 佐々木孝丸
- 河本敏夫 - 成田次穂
- 福田一 - 和崎俊哉：大野の側近で、吉田の福永幹事長起用人事に強く反発する。
- 河野金昇 - 御木本伸介：河本と並ぶ三木武夫の側近。吉田と改進党幹部の会談に参加。海部俊樹の師匠として知られる。
- 二階堂進 - 山下洵一郎
- 河上丈太郎 - 庄司永建：右派社会党委員長。左派の鈴木茂三郎・浅沼と共に社会党統一を実現する。
- 安倍晋太郎 - 瀬戸山功：毎日新聞記者で、吉田が記者たちに水をかけるシーンで登場。
- 竹下登 - 下塚誠
- 海部俊樹 - 福田勝洋：吉田と改進党幹部の会談に河野金昇秘書として同席。
- 渡辺美智雄 - 樋渡紀雄：抜き打ち選挙時の河野一郎の辻演説応援のシーンで登場。
- 田中六助 - 千葉茂
- 中川一郎 - 脇田茂：大野の秘書。
- ダグラス・マッカーサー - リック・ジェイソン：吉田とともに日本の戦後復興に大きな役割を果たしたが、トルーマン大統領と対立しGHQ司令官を解任される。
- 麻生和子 - 夏目雅子：前出の麻生太賀吉の妻。
- 緒方竹虎 - 池部良（特別出演）
- 三木武吉 - 若山富三郎
- ナレーター - 平光淳之助

その他（主に国会議員役）
| - 田島義文 - 早川雄三 - 松尾文人 - 福岡正剛 - 近藤宏 - 水村泰三 - 入江正徳 - 穂高稔 - 平野稔 - 野口元夫 - 久遠利三 | - 河合絃司 - 柄沢英二 - 癌センター医師 - 灰地順 - 林昭夫 - 外務官僚 - 太刀川寛 - 外務官僚 - 西本裕行 - 小瀬格 - 須藤健 - 福山象三 - 奥野匡 - 信実一徳 | - 峰祐介 - 山本武 - 小川隆一 - 石原昭宏 - 前田正人 - 角田素子 - 加地健太郎 ： ノンクレジット - 相原巨典 ： ノンクレジット - JACK THIBEAU - STEPHEN ROBERTS |

### サウンドトラック
- 『小説吉田学校』（1983年、POLYSTAR）

音楽：川村栄二

### 主題歌
- 「少年達よ」

作詞：小椋佳
作曲：堀内孝雄
編曲：羽田健太郎、川村栄二
歌：堀内孝雄

### 映像ソフト
- 『小説吉田学校』（2006年8月25日、東宝）
- 『小説吉田学校』【期間限定プライス版】（2014年2月7日、東宝）
- 『小説吉田学校』【東宝DVD名作セレクション】（2015年2月18日、東宝)

## テレビドラマ
映画公開日と同日である1983年4月9日（土曜日）午後9時3分から11時54分の枠で、関西テレビ開局25周年記念番組『吉田茂』がフジテレビ系列にて放送された。
1936年の二・二六事件から1951年9月のサンフランシスコ講和条約に至る昭和の激動の15年間を、吉田茂とその娘和子の生涯を通して、ドキュメント風に描いた作品で、森繁久彌が同じく吉田を、吉永小百合が和子を演じた。ほかに山村聡が鳩山一郎、上原謙が義父・牧野伸顕、芦田伸介が広田弘毅、藤岡琢也が同じ広川弘禅で出演した。演出・出目昌伸、脚本・笠原和夫による東映・大泉撮影所での初めてのVTR制作であった。原案は猪木正道『評伝吉田茂』（読売新聞社）。
講和条約後に、サンフランシスコのオペラハウスに戦後始めて日の丸の旗がひるがえった時に、吉田の目からとめどなく涙が流れるラストシーンは、多くの視聴者の感動を呼んで、視聴率も29.2%をマークした。

## 漫画化作品
戸川の没後、さいとう・たかをにより1988年から1991年に読売新聞社でハードカバー版『劇画・小説吉田学校』全20巻が、1999年に講談社+α文庫で改装版『歴史劇画・大宰相』全10巻が、出版された（2019年から2020年に講談社文庫・全10巻で新版出版）。なお後半部は改題・再編され、2003年にリイド社のコンビニコミックで5冊が出版。
角川版『小説吉田学校』により作品化されているが、鈴木内閣成立以後は「小説永田町の争闘」（全3巻：毎日新聞社のち角川文庫）に拠っている。以下は講談社版での各巻タイトル。
- 「1巻　吉田茂の抗争」
- 「2巻　鳩山一郎の悲運」
- 「3巻　岸信介の豪腕」
- 「4巻　池田勇人と佐藤栄作の激突」
- 「5巻　田中角栄の革命」
- 「6巻　三木武夫の挑戦」
- 「7巻　福田赳夫の復讐」
- 「8巻　大平正芳の決断」
- 「9巻　鈴木善幸の苦悩」
- 「10巻　中曽根康弘の野望」